# Jarsanismus

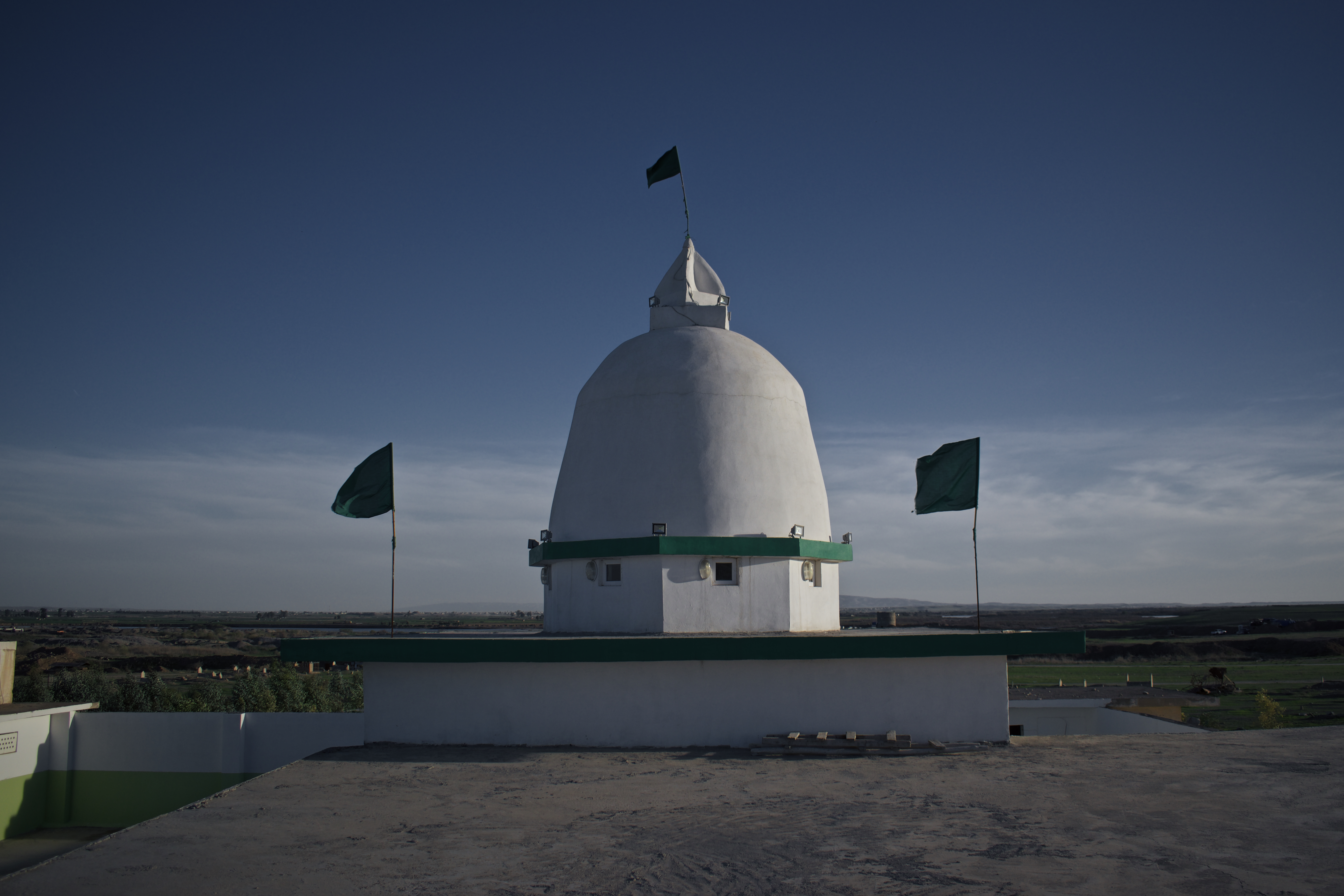
Jarsanská svatyně nedaleko Mosulu

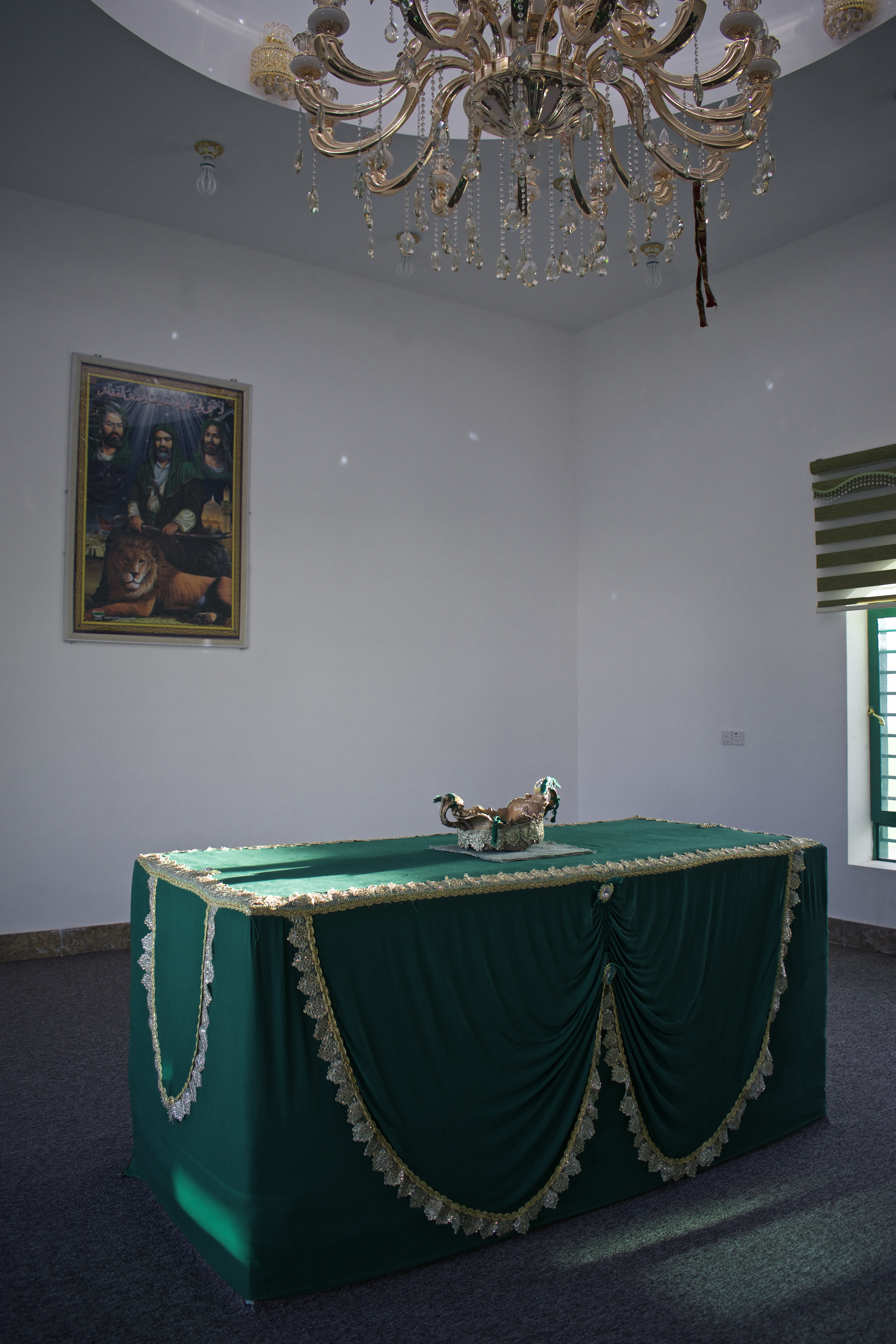
Vnitřek jarsanské svatyně. Na obrázku lze zhlédnout obraz, na kterem jsou Alí (uprostřed), Hasan ibn Alí (nalevo) a Husajn ibn Alí (napravo). Alí ibn Abí Tálib je v jarsanismu považován za manifestaci Boha.

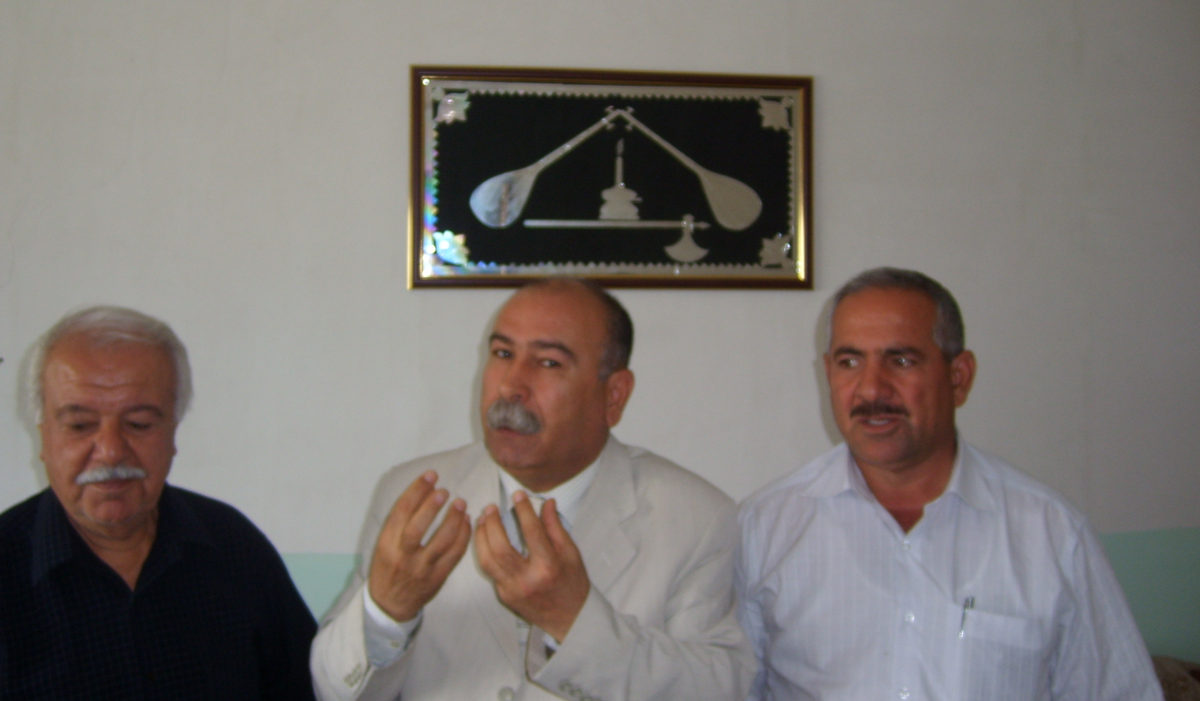
Jarsanští muži v Sulajmáníji v Iráckém Kurdistánu. Obraz v pozadí obsahuje jarsanskou náboženskou symboliku.

Jarsanismus či Ahl-e Hakk (kurdsky یارسان Yarsan, persky اهل حق‎ Ahl-e Haqq, „lid Pravdy“) je synkretické náboženství, které má celkem více než 1 000 000 vyznavačů, kteří žijí v západním Íránu a v Iráku a kteří jsou převážně etničtí Kurdové, ačkoli existují i menší skupiny vyznavačů tohoto učení z řad Peršanů, Loriů, Azerů a Arabů. V Iráku jsou příslušníci tohoto náboženství také nazýváni Kaka'i. V Íránu se počet příslušníků náboženství odhaduje na 1 000 000, i když jejich přesný počet je obtížné zjistit. Toto číslo by z jarsanismu dělalo druhé největší náboženství v Íránu hned po islámu.
Náboženské texty jsou převážně psány v gorani (jednom z kurdských jazyků), ale málo jarsanů tento jazyk ovládá a namísto toho používají jiné kurdské jazyky, např. sorání. Nejvýznamnější náboženskou knihou je Kalâm-e Saranjâm (Sarandžám).
Jarsanismus byl zčásti ovlivněn zoroastrismem a islámem. Islámské období je řazeno jako druhý cyklus božského zjevení, v jehož čele stojí Alí ibn Abí Tálib. Vliv zoroastrismu je patrný v sedmi „vládcích temnot", kteří byli v druhém cyklu inkarnovaní jako: Abú Bakr, Umar, Usmán, Talha, Zubajr, Rahmán a Mu'ávija (Podle Hádždža Nematolláha také Áiša, jak uvedl ve své knize Forqan ol-Akhbar). Podobný je i dualismus, kdy jarsanové věří, že se vesmír skládá ze dvou světů: vnitřního (Bátiní) a vnějšího (Záhirí), z nichž každý má vlastní řád. Patrné jsou některé analogie s jezídismem (obě náboženství obsahují postavu pavího anděla – Malek Tava, i když v jarsanismu je ztotožněn se Satanem a v jezídismu je prostředník mezi nečinným Bohem a lidmi.) Hlavním náboženským obřadem je džam (z arabského slova pro „shromáždění“), který se odehrává každý čtvrtek v Džamchaneh. Slovo Džamchaneh je nejspíš zkomolenina slov Džam’at Chana (slovo „chana“ znamená v perštině „dům“ nebo „místo“) a to je termín používaný některými muslimskými komunitami po celém světě, zejména súfijskými, pro místo shromažďování. Během obřadu džam hrají ústřední roli modlitby, hudba a posvátné texty (kalám – arabsky „řeč“, „promluva“), stejně jako sdílení posvěceného pokrmu, jímž často bývá maso obětního zvířete. Vyskytuje se i zimní slavnost připomínající narození sultána Sahaka.

## Počátky jarsanismu
Kurdský učenec Buraka’i považuje Bahlula Mahiho za původního zakladatele jarsanismu. 
Je nejstarším doloženým vůdcem komunity.
Bahlul Mahi pocházel z města Mah-Kufeh v regionu Kermánšáh a podle jarsanského textu Haqq-ol haqayeq a knihy Kalâm-e Saranjâm žil během vlády Hárúna ar-Rašída, což by ho řadilo do druhé poloviny 8. století. Podle jiné jarsanské knihy Doureh-ye Bahlul Bahlul Mahi navštívil šíitského imáma Dža'fara as-Sádika v Bagdádu, kde studoval. To by jej řadilo do první poloviny 8. století.
Častokrát se nesprávně uvádí jako zakladatel Sultán Sahak, ale jarsanské myšlenky jako teofanie, rituál džam a angelolatrie existovaly už v době Šáha Chošina
(Šáh Chošin je považován za druhou manifestaci Boha v lidské podobě a narodil se v roce 1015, Sultán Sahak žil ve 14. století)